# Жувасин, Павел Алексеевич
Павел Алексеевич Жува́син (1908 года — 4 октября 1944 года) — помощник командира взвода автоматчиков 307-го гвардейского стрелкового полка (110-я гвардейская стрелковая дивизия, 37-я армия, Степной фронт) гвардии старший сержант, Герой Советского Союза.

## Биография
Родился в 1908 году в с. Подгорное Кугарчинского района Башкирии. Русский. Образование начальное. До призыва в армию работал шофёром в г. Магнитогорске Челябинской области.
В Советскую Армию призван Магнитогорским горвоенкоматом в 1939 г. Участник советско-финской войны 1939—1940 годов. На фронте Великой Отечественной войны с июня 1941 года. Старший сержант П. А. Жувасин отличился 1 октября 1943 году в бою за освобождение с. Куцеволовка Онуфриевского района Кировоградской области.
Помощник командира взвода автоматчиков 307-го гвардейского стрелкового полка (110-я гвардейская стрелковая дивизия, 37-я армия, Степной фронт) гвардии старший сержант П. А. Жувасин 1 октября 1943 г. в бою за освобождение с. Куцеволовка Онуфриевского района Кировоградской области во главе взвода первым ворвался в село и гранатой уничтожил пулемётный расчёт противника, тем самым обеспечил дальнейшее продвижение нашей пехоты. Им также было захвачено немецкое орудие.
6 октября 1943 г. в бою за высоту 167,8 он первым ворвался в окопы немцев и уничтожил гранатами 7 гитлеровцев, 2 захватил в плен. 12 октября 1943 г., отражая контратаку противника на высоте 177,0, подразделение П. А. Жувасина оказалось в окружении. Повёл взвод в контратаку, чем привёл немцев в замешательство и заставил их отступить.
Указом Президиума Верховного Совета СССР «О присвоении звания Героя Советского Союза офицерскому, сержантскому и рядовому составу Красной Армии» от 22 февраля 1944 года за «образцовое выполнение боевых заданий командования при форсировании реки Днепр, развитие боевых успехов на правом берегу реки и проявленные при этом отвагу и геройство» удостоен звания Героя Советского Союза с вручением ордена Ленина и медали «Золотая Звезда».
Погиб 4 октября 1944 года в одном из боёв в районе румынского города Турда. Похоронен г. Турда (Румыния).

## Награды
- Медаль «Золотая Звезда» Героя Советского Союза (22.02.1944)[2][3].
- Орден Ленина.
- Медаль «За отвагу» (21.07.1943)[4].

## Память
- В Магнитогорске Челябинской области, на Левобережном кладбище установлен кенотаф[5].
- Его именем Именем названа улица в городе Магнитогорске. На одном из домов города установлена мемориальная доска в честь Героя.
- Улица Жувасина расположена в Северном микрорайоне села Мраково Республики Башкортостан.